# Jansky
Das Jansky (Jy) (nach dem Radioastronomen Karl Guthe Jansky), früher auch Flux Unit (FU) genannt, ist eine in der Radioastronomie gebräuchliche Nicht-SI-Einheit für die spektrale Flussdichte, d. h. für die von einer Quelle beim Beobachter eintreffende Energie pro Zeit, Fläche und Frequenzintervall. Das Jansky wurde ursprünglich für den Radiobereich des elektromagnetischen Spektrums definiert, wird aber gelegentlich auch bei kürzeren Wellenlängen bis zum Ultraviolett genutzt.
Die Einheit ist definiert als hundertquadrillionster Teil eines Watt pro Quadratmeter und Hertz:
{\displaystyle {\begin{aligned}1\,\mathrm {Jy} &=10^{-26}\;{\frac {\mathrm {W} }{\mathrm {Hz} \cdot \mathrm {m} ^{2}}}&=10\;{\frac {\mathrm {rW} }{\mathrm {Hz} \cdot \mathrm {m} ^{2}}}\\[2ex]&=10^{-26}\;{\frac {\mathrm {J} }{\mathrm {s} \cdot \mathrm {Hz} \cdot \mathrm {m} ^{2}}}&=10\;{\frac {\mathrm {rJ} }{\mathrm {s} \cdot \mathrm {Hz} \cdot \mathrm {m} ^{2}}}\\[2ex]&=10^{-23}\;{\frac {\mathrm {erg} }{\mathrm {s} \cdot \mathrm {Hz} \cdot \mathrm {cm^{2}} }}\end{aligned}}}
mit der Einheit Erg aus dem CGS-Einheitensystem.
Radioastronomen vermeiden es, im rechten Teil der Gleichung Sekunden gegen Hertz (Hz = s−1) zu kürzen. Behält man nämlich die obige Schreibweise bei, so ist sofort die Abhängigkeit der Flussdichte sowohl von der Integrationszeit (in s) als auch von der Bandbreite der verwendeten Instrumente (in Hz) zu erkennen. 
Die Wahl einer so kleinen Einheit wurde getroffen, weil die meisten astronomischen Objekte sehr weit von uns entfernt sind, sodass man den kleinen Flussdichten Rechnung tragen muss. Außerdem emittieren die meisten Himmelskörper den größten Teil ihrer abgestrahlten Energie bei höheren Frequenzen als Radiowellen. Dass hier derart kleine Werte auftreten, war einer der Gründe, warum das SI-Präfix „Ronto“ für 10−27 eingeführt wurde.

## Beispiele
Die stärksten Radioquellen haben Flussdichten in der Größenordnung 1 – 100 Jy. Der 3C-Katalog listet über 300 Radioquellen der nördlichen Hemisphäre auf, die bei einer Frequenz von 159 MHz stärker als 9 Jy strahlen.
Im sichtbaren V-Band (Wellenlänge 550 nm) leuchtet ein Stern der nullten Magnitude mit 3640 Jy.